# Valdiviomyia edwardsi
Valdiviomyia edwardsi är en tvåvingeart som först beskrevs av Shannon och Aubertin 1933.  Valdiviomyia edwardsi ingår i släktet Valdiviomyia och familjen blomflugor. Inga underarter finns listade i Catalogue of Life.